# El misterio Galíndez
El misterio Galíndez és una pel·lícula coproducció entre Espanya, Cuba, Regne Unit, Portugal, Itàlia i França del 2003 dirigida per Gerardo Herrero amb un guió escrit per Ángeles González Sinde i Luis Marías basat en la novel·la de Manuel Vázquez Montalbán sobre la desaparició del militant del Partit Nacionalista Basc Jesús de Galíndez Suárez. Tenia un pressupost de 5 milions d'euros i fou rodada a l'Havana, Toronto i Santo Domingo.

## Argument
A finals de la dècada del 1980, la investigadora estatunidenca Muriel Colber viatja a Espanya per treballar sobre la seva tesi doctoral sobre la desaparició i mort el 1956 de Jesús de Galíndez Suárez, militant del PNB exiliat als Estats Units, col·laborador amb la CIA i el FBI que s'havia destacat denunciant al dictador dominicà Rafael Leónidas Trujillo Molina. A Madrid manté una relació amb Ricardo i és seguida de prop per l'agent de la CIA Robards.

## Repartiment
- Saffron Burrows...	Muriel Colber
- Harvey Keitel...	Edward Robards
- Eduard Fernández... Galíndez
- Guillermo Toledo...	Ricardo
- Reynaldo Miravalles... Don Angelito
- Joel Angelino 	...	Don Angelito (jove)
- Jorge Alí 	... Rivera Maculeto
- John Furey	... Norman Radcliffe
- Hugo Reyes	... Areces (jove)
- Mario Limonta ...	Areces (vell)
- Chete Lera...	Diplomàtic
- Jacqueline Arenal ...	Gloria Moral

## Nominacions i premis
Goyas 2003
| Categoria                    | Persona         | Resultat  |
| ---------------------------- | --------------- | --------- |
| Millor fotografia            | Alfredo F. Mayo | Candidat  |
| Millor direcció de producció | Joseán Gómez    | Candidata |